# オホーツク海

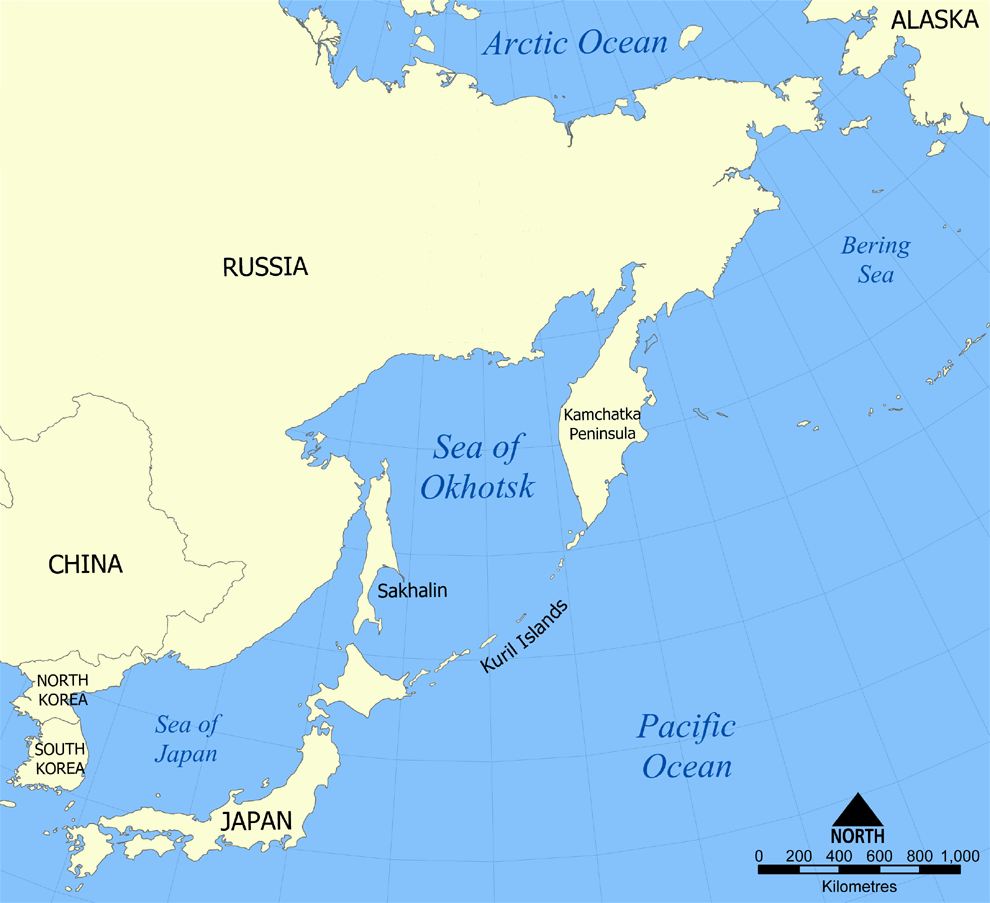
オホーツク海とその周辺地図。

オホーツク海（オホーツクかい、ロシア語: Охо́тское мо́ре、英語: Sea of Okhotsk）は、樺太（サハリン）・千島列島・カムチャツカ半島などに囲まれた海で、北海道の北東に位置する。
太平洋の縁海であり、カムチャツカ半島・千島列島によって太平洋と、また、樺太・北海道によって日本海と隔てられている。

## 語源
「オホーツク海」の名称は、この海に面して最初に建設されたロシア人の入植都市・オホーツクに由来する。

## 概要・地形

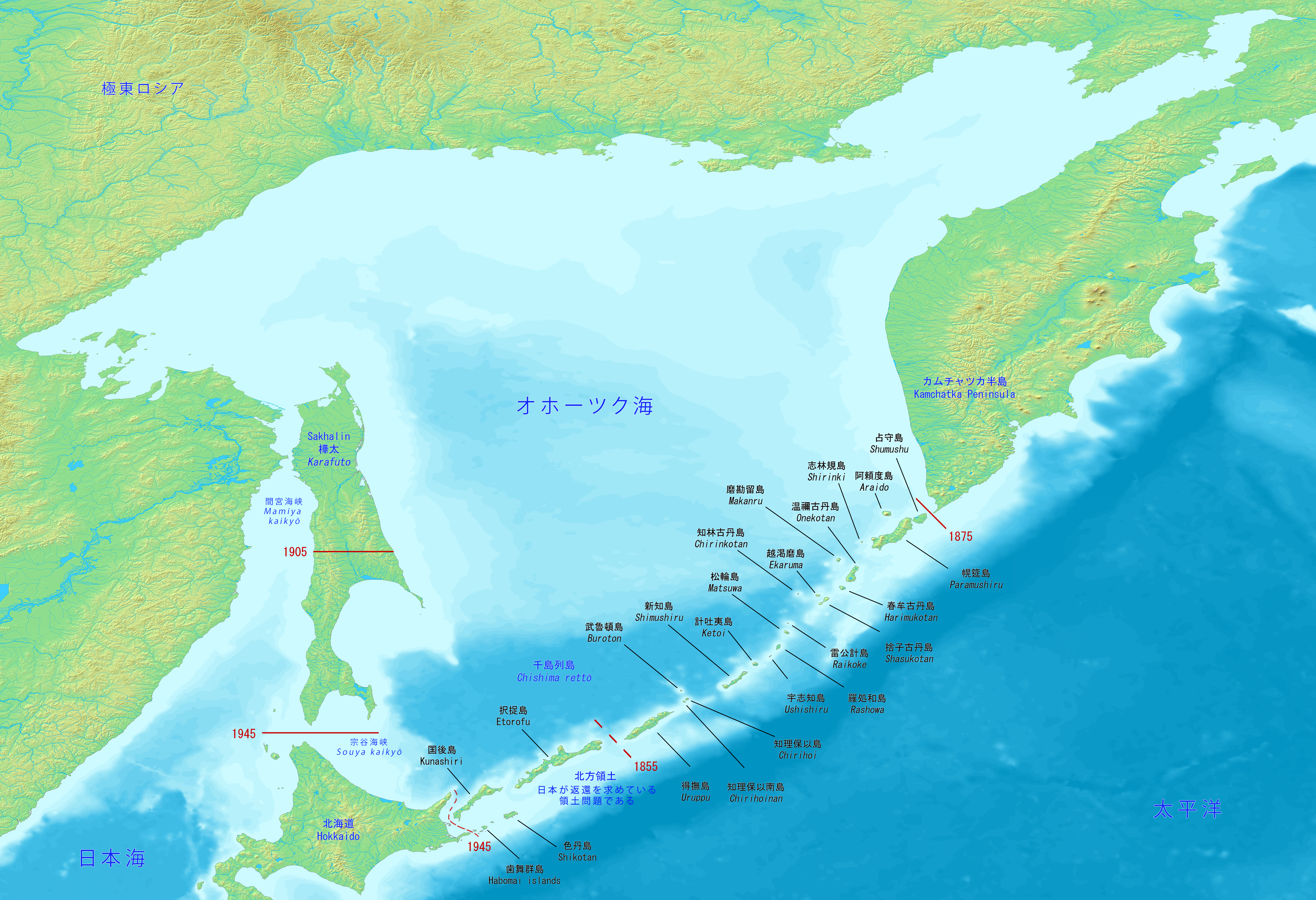
オホーツク海の地図

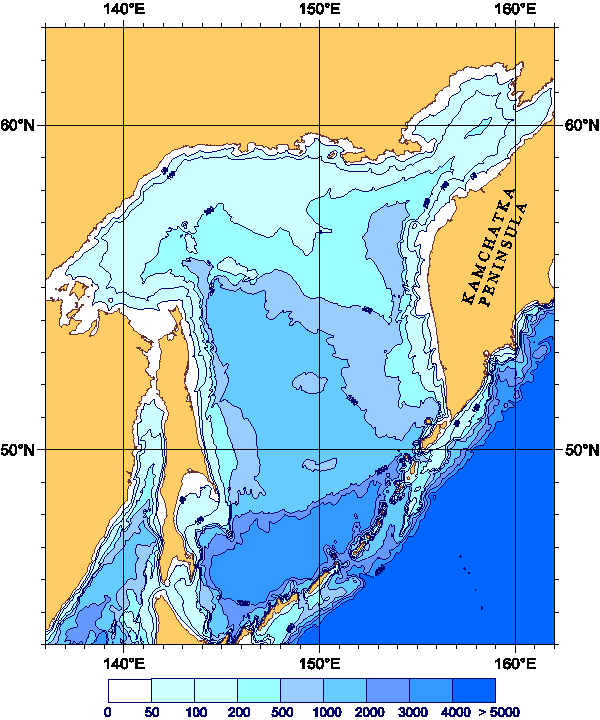
オホーツク海の海底地形

三方をユーラシア大陸に囲まれており、南に千島列島を通じて太平洋と結ばれている。海域中央部に島嶼は無く、主な島として千島列島のほか、南西部に樺太および北海道がある。また、西部にシャンタル諸島がある。海域の支湾として北東にシェリホフ湾を持つ。主な港湾として、マガダンがある。オホーツク海の表面面積は約152.8万km2、平均水深は838mで、北部に大陸斜面が大きく広がり、南へ向かうに連れて深くなるという特徴がある。中央部は水深1,000メートルから1,600メートルの海盆（便宜的に中央海盆と呼ばれることが多い）が存在し、さらに南に千島海盆と呼ばれる最も深い場所がある。最深部は千島列島近くで水深3,658mである。
日本海とは浅い水深の間宮海峡と宗谷海峡で隔てられているが、太平洋との間の千島列島の海峡は水深が2,000メートルに及ぶもの（北得撫水道）もある。

## 海流

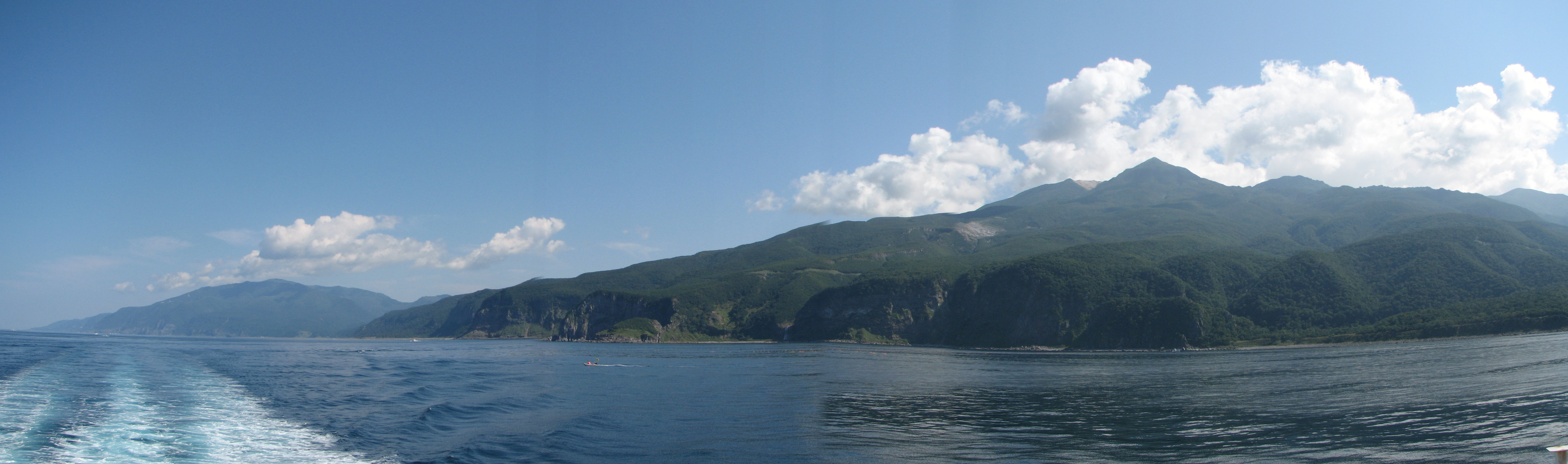
知床半島北岸のカムイワッカ湯の滝の近くのオホーツク海から

オホーツク海表層には反時計回りに流れる海流があり（オホーツク環流）、カムチャツカ半島から千島列島北部の海峡を通って、カムチャツカ海流（広義の親潮）の一部が流入する。これらの一部が千島列島の海峡から流出し、千島列島の太平洋側を南下する東カムチャツカ海流と交じり合って道東沖から三陸沖に分布する狭義の親潮水を形成している。日本海とは、間宮海峡にアムール川河口が存在するために海水の交換はほとんど起こらないが、宗谷海峡から対馬暖流の続流である宗谷暖流が流入し、北海道沿岸を流れている。樺太の東部には東樺太海流が流れている。

### 流氷

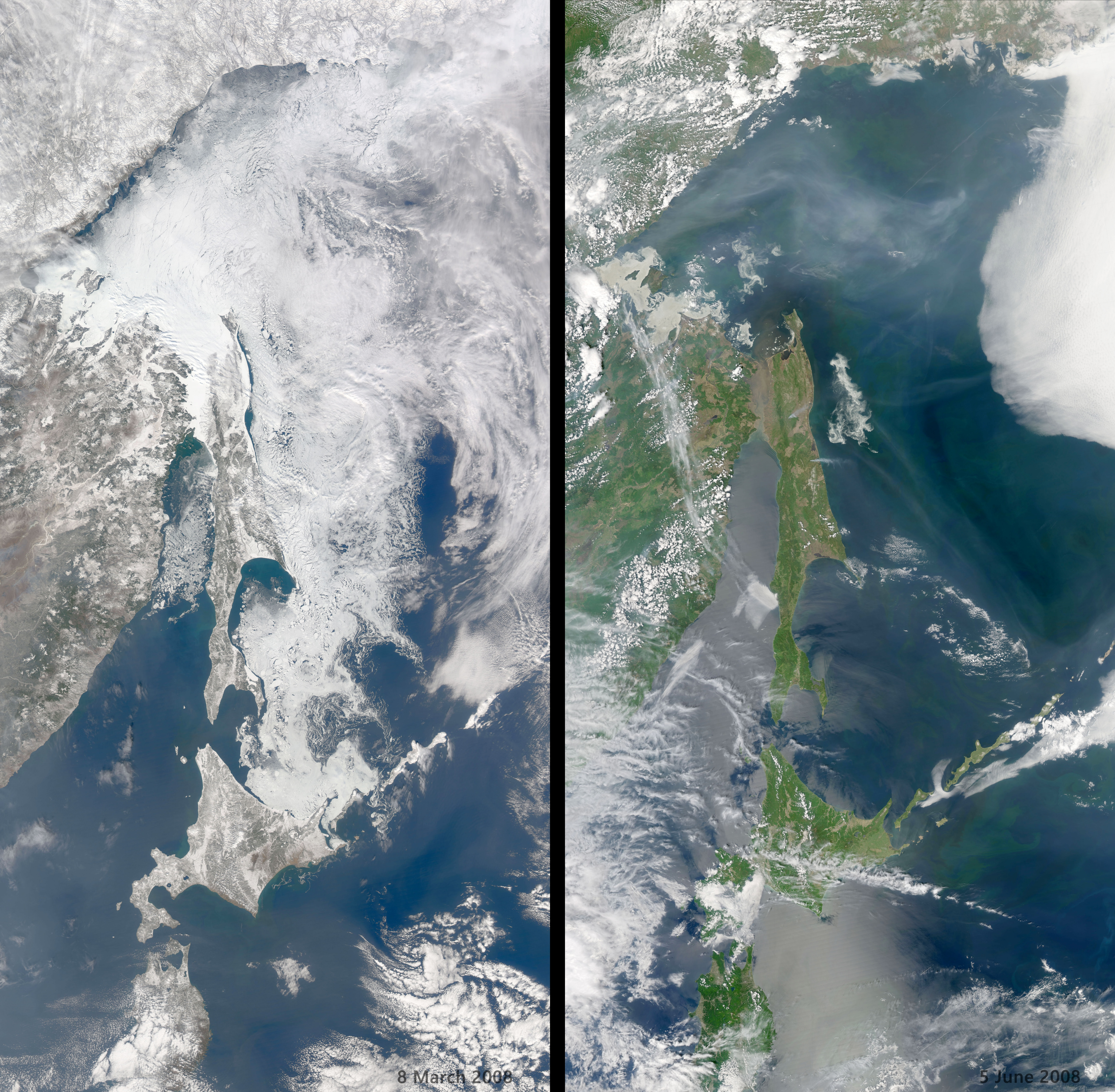
オホーツク海の季節：冬と夏

アムール川（黒龍江）の水が流入する河口付近では塩分の濃度が低く、密度成層が強くなるため冬季には厳しい寒気団であるシベリア高気圧の影響も受けて海氷が形成される。河口付近以外の海域北部でも12月から結氷が見られ、最盛期の2月にはオホーツク海の7から8割が海氷で覆われる。
日本海北部とともに、オホーツク海が北半球海氷が分布する海域で最も低緯度であるのは、このアムール川の河川水の流入によるところが大きい。風と海流（東樺太海流）に運ばれた海氷は流氷と呼ばれ、樺太東岸に沿って南下し、時には太平洋岸の釧路市付近まで到達することがある。

## 生物・水産資源
オホーツク海凍結前の寒気による海洋表層の活発な鉛直混合や、海氷などによって沿岸から運ばれる砕屑物の影響で植物プランクトンの繁殖に必要な栄養塩が豊富である。このため漁業資源の宝庫で、サケ・マス・タラ・ニシン・サンマ・カニ・アマエビ・ホッカイエビ・ホタテガイ・コンブ・カキが獲れる。
なお、樺太付近のカキは海底一面に延々と広がっている。

## 石油・天然ガス資源
樺太周辺の大陸棚の地下には、豊富な原油・天然ガスが埋蔵されている。日本も参加するサハリンプロジェクトとして海底油ガス田から生産されている。

## ギャラリー

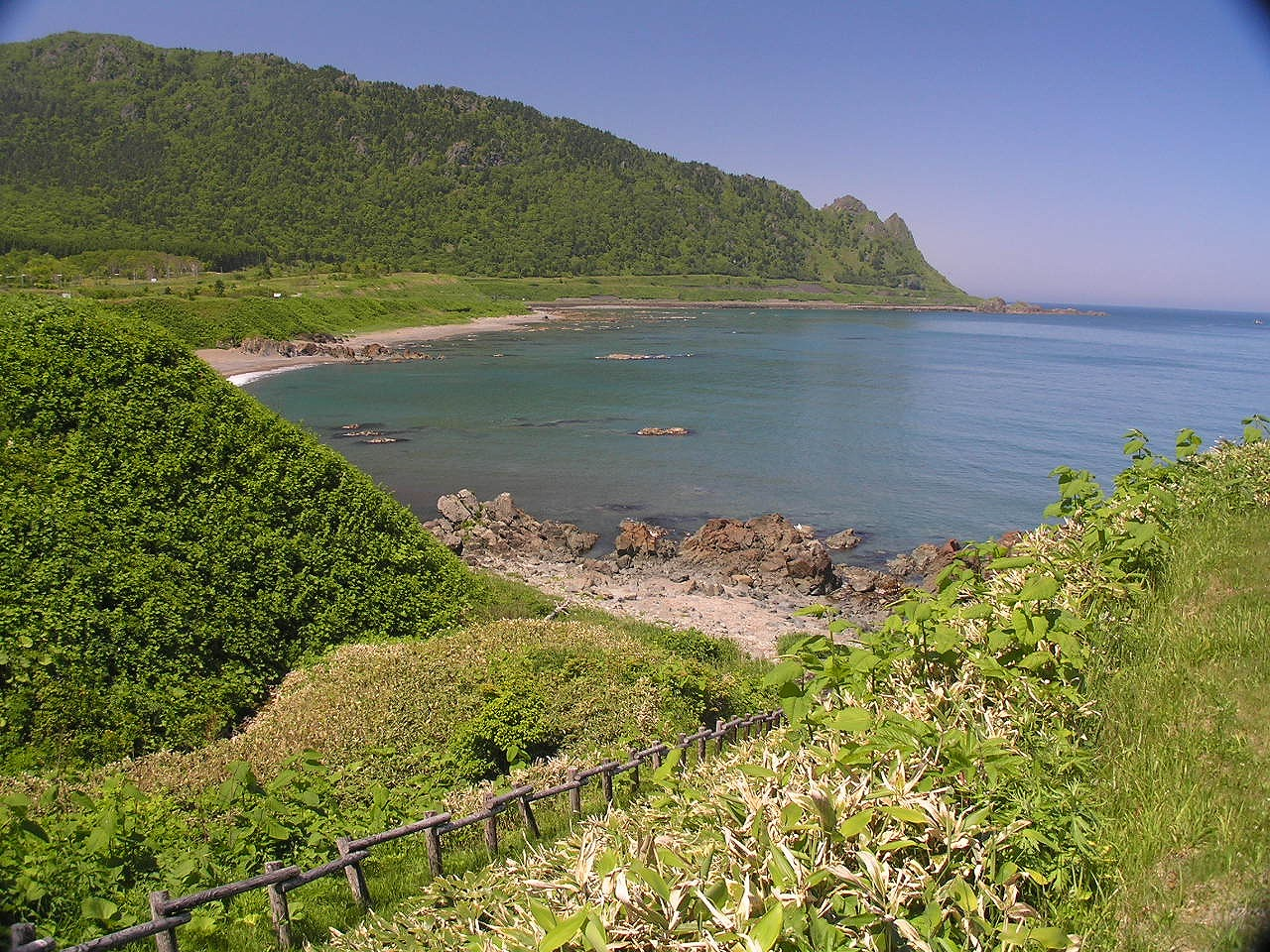
北見神威岬公園より望む北見神威岬とオホーツク海
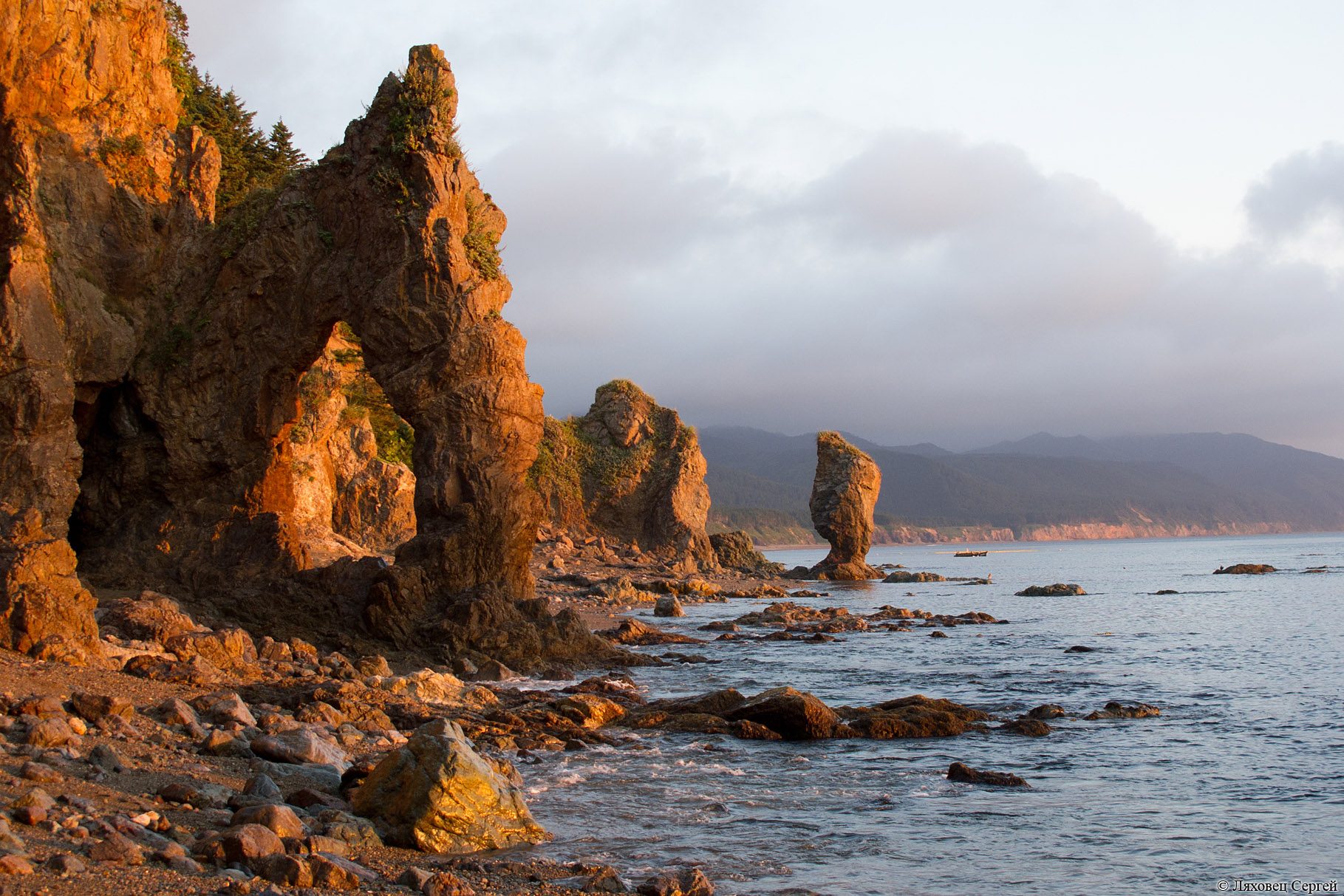
樺太のヴェリカン岬（木遠岬）
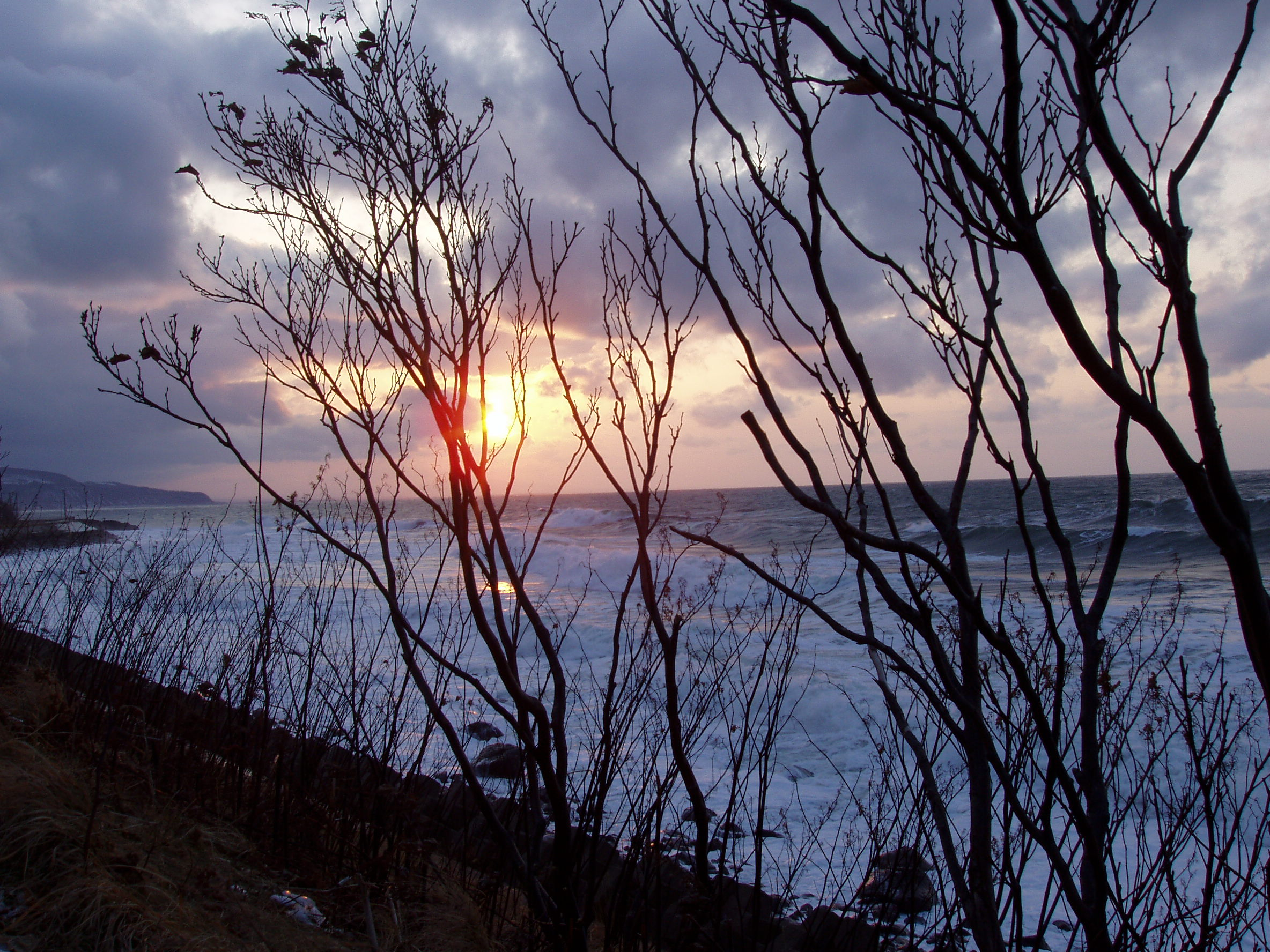
オホーツク海のサンセット（2004年12月12日撮影）
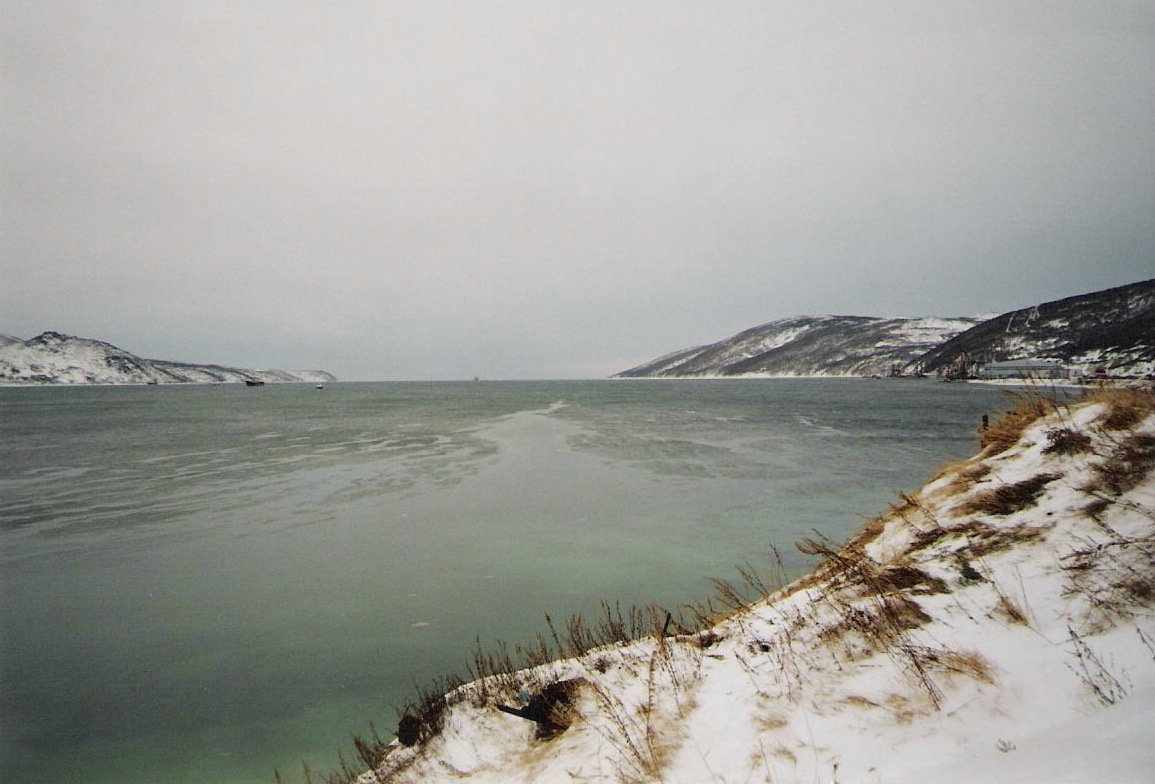
ナガエフ湾、マガダン
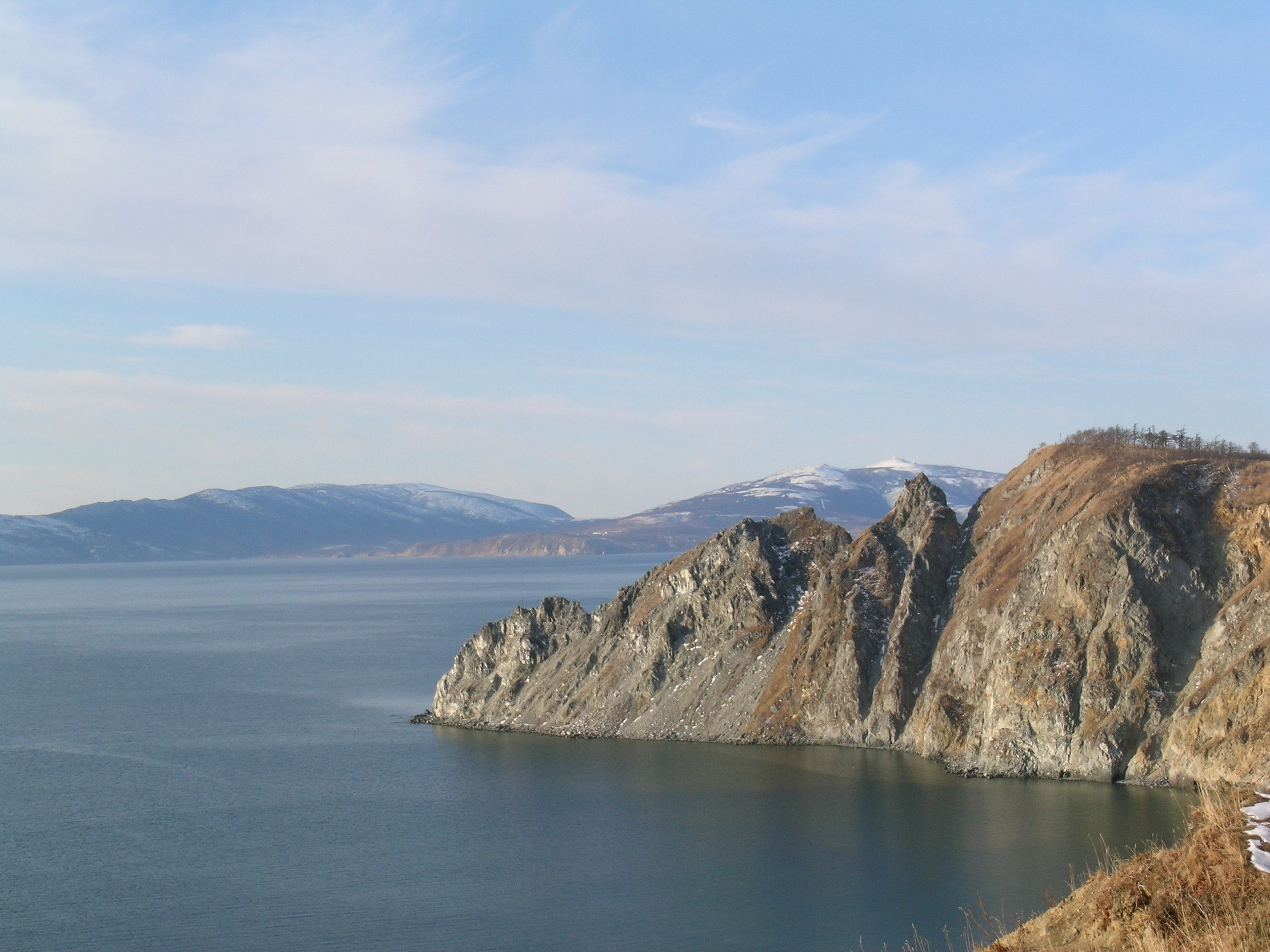
マガダン付近のオホーツク海（ナガエフ湾）